# きらり10代!
『きらり10代!』（きらりじゅうだい）は、NHKラジオ第1放送で2004年4月3日から2009年3月29日まで放送されていた若者向けの情報バラエティ番組である。

## 概要

### 起源
土曜日の午前に放送されていた『きょうも元気でわくわくラジオ』のコーナー「子供夢質問箱」が、2004年4月にリニューアルされて誕生した。対象リスナーを小学生だけでなく、中・高校生にも広げた。
NHKラジオ第1放送の毎週放送枠のラジオ番組としては、1993-1994年度に放送された「ラジオ公園通り」（毎週日曜19:15-20:55）・1995年度に放送された「週刊情報サラダ」（毎週日曜18:00-20:55）以来、10年ぶりのティーエージャーにむけた番組として注目された。

### 第1期（2004年4月 - 2006年3月）
この期間は、毎週土曜日の朝、9:05-10:55に放送された。引き続き『きょうも元気でわくわくラジオ』の9時台と10時台に放送。日曜日の番組『歌の日曜散歩』などと合同で、全国各地のNHKのスタジオやイベント会場から公開生放送をすることもあった。『夏休み子供科学電話相談』と高校野球期間中は、レギュラー放送は休止だったため、夜間に「夏休みスペシャル」を放送した。
番組MCは、アナウンサーの鎌田正幸とタレントの浜口順子。
番組中のコーナー「名作を読もう」では、国内外を問わず、様々な文芸作品を1つ取り上げ、タレント・俳優・声優が朗読した。
「あこがれ仕事百科」は開始当初から続く名物コーナーだった。

### 第2期（2006年4月 - 2008年3月）
2006年春の番組改編で、日曜の夜20:10 - 21:55に移行し、単独の番組となった。
男性MCが、高山哲哉アナウンサーに交代。
リスナーのことを「きらリスナー」、ラジオネームのことを「きらりネーム」という番組独自の呼称を使用。MC同士も、高山アナは「てっちい」、浜口は「はまじゅん」とニックネームで呼び合うなど、細部まで親しみやすい演出が取り入れられた。
渋谷の路上やリスナー宅から全編生放送するなど、ユニークな試みをするスペシャルも年に数回実施した。
2007年9月9日放送では、TOKYO FMの『SCHOOL OF LOCK!』のパーソナリティ・山崎樹範と家城啓之（カリカ）が登場。中高生向け番組同士の、放送局を超えたコラボレーションが実現した。
2007年最後の放送となった12月23日放送は1時間拡大版で、「愛とは何か」をテーマに、西洋風の民家を借り切ってクリスマスイブイブパーティーを催した。黒川芽以や浅利陽介らも愛を考えるラジオドラマで登場した。
2008年1月27日と2月3日は高山アナが冬休みだったため、1月27日は録音放送で、2月3日には中谷文彦アナウンサーがMCを代行した。中谷アナには「なかやん」と言う愛称がつけられた。

### 第3期（2008年4月 - 2009年3月）
2008年春のラジオ第1放送改編で、放送時間が19:20 - 20:55に変更された（ニュースによる中断は20:00 - 20:05）。
きらリスナー参加型のクイズやお笑い対決、音楽ランキングなどのコーナーが新設された。
携帯電話各社の未成年者利用制限（フィルタリングサービス）により、同サービスに加入した携帯を利用する一部の10代リスナーが番組公式サイトにアクセスが出来ない事態が起きた。その対応策として、2008年6月1日からメールアドレスを公開し、「直アドでの参加」が呼びかけられるようになった。
3月29日放送の最終回では、高山アナと浜口が、高山の10代の頃や2人の10年後のことなどを語った。
10代が主役の番組は幕を下ろし、次年度は大学生を対象にした「渋マガZ」にリニューアルした。浜口は同番組の19時台に出演する形で続投する。
2019年8月17日の21:05 - 22:55 (途中ニュース・交通情報による中断あり)に当番組の復活版にあたる「きらり10代!リターンズ」が放送された。

## 内容

### 放送されていた主なコーナー
クイズ戦隊アテルンジャー（2008/9〜2009/3）
きらリスナーが電話で参加し、はてな星人が出題する音を当てて地球の平和を守るコンセプトのクイズコーナー。
きらりお笑いダービー（2008/9〜2009/3）
リスナーからのネット投票で一番面白い投稿作品を決める大喜利コーナー。
きらりテン（2008/4〜2009/3）
番組専属DJのCoolTとHammerJによるヒットチャート紹介コーナー。毎週ベストテンが紹介。
ランキングは、NHK-FMで放送されていた『ミュージックスクエア・トップ20カウントダウン』と同一（ただし、紹介されるのは第1位〜第10位）。
2008年5月4日は、ゴールデンウィークスペシャルとしてw-inds.をゲストに迎え、インタビューが行われた。
2008年6月8日は、羞恥心から10代へのメッセージが届いた。
きらり☆音選（2008/4〜2009/3）
音楽リクエストコーナー。音を選ぶと書いて「おんせん」と読み、リラックスできる温泉と掛けていた。
That's a challenge（2008/10）
夢に向かって頑張る10代を応援するコーナー。第一回は、日本で唯一の福岡大学大濠高等学校男子チアリーディング部だった。
あこがれ仕事百科（2004/4〜2009/3）
毎回1つの職業をテーマに、その職業の第一線で活躍する人物をスタジオに招き、仕事に迫る。このコーナーの起源は前述の「週刊情報サラダ」の末期に企画・放送された「私の選んだ仕事」およびティーンズTVのコーナー「FOR YOU・今・君のために」「わたしの生きる道」。リスナーからの質問に答えながら進行。初期には、適性チェックなどもあった。
登場する仕事人の年齢は、20代後半から30代前半が中心。中学校や高校に出向いての公開生放送や公開収録も年に数回行われていた。
2009年2月7日の教育テレビ『あしたをつかめ 平成若者仕事図鑑』で紹介された仕事人が、翌日の当コーナーに生出演。放送波を越えて連携した。
2004年度 - 2005年度分（一部除く）が、実業之日本社より書籍化されている。2008年には『きらり10代!ワークメッセージ』が旬報社から出版された。
| 放送回               | 放送日         | 職業                       | 仕事人         |
| -------------------- | -------------- | -------------------------- | -------------- |
| 第1回                | 2004年4月3日   | パティシエ                 | 辻口博啓       |
| 第2回                | 2004年4月10日  | ウェディングプランナー     | 土井櫻子       |
| 第3回                | 2004年4月17日  | 建築家                     | 中山薫         |
| 第4回                | 2004年4月24日  | 獣医師                     | 佐野彰彦       |
| 第5回                | 2004年5月1日   | 原型師                     | 若島あさひ     |
| 第6回                | 2004年5月8日   | 花農家                     | 高橋康弘       |
| 第7回                | 2004年5月15日  | ツアーコンダクター         | 菊池香         |
| 第8回                | 2004年5月22日  | バリスタ                   | 横山千尋       |
| 第9回                | 2004年6月5日   | 科学者                     | 大西章博       |
| 第10回               | 2004年6月12日  | 宮大工                     | 杉本強         |
| 第11回               | 2004年6月19日  | 気象予報士                 | 半井小絵       |
| 第12回               | 2004年6月26日  | フレーバーリスト           | 櫻井毅彦       |
| 第13回               | 2004年7月3日   | レスキュー隊員             | 舟生一記       |
| 第14回               | 2004年7月10日  | 花火師                     | 天野安喜子     |
| 第15回               | 2004年7月17日  | プラネタリウム開発者       | 大平貴之       |
| 夏休みスペシャル     | 2004年8月6日   | アルピニスト               | 野口健         |
| 第16回               | 2004年9月4日   | 畜産農家                   | 森下伸祐       |
| 第17回               | 2004年9月11日  | 寿司職人                   | 白幡哲也       |
| 第18回               | 2004年9月18日  | ネイリスト                 | 松下美智子     |
| 第19回               | 2004年9月25日  | ラーメン店                 | 小枝利幸       |
| 第20回               | 2004年10月2日  | ガーデナー                 | 香山三紀       |
| 第21回               | 2004年10月16日 | りんご農家                 | 廣瀬洋子       |
| 第22回               | 2004年10月23日 | パイロット                 | 小川圭介       |
| 第23回               | 2004年10月30日 | 環境クリエーター           | 松尾康志       |
| 第24回               | 2004年11月6日  | ギター制作                 | 黒澤哲郎       |
| 第25回               | 2004年11月13日 | スポーツカメラマン         | 岸本勉         |
| 第26回               | 2004年11月20日 | スタント                   | 金子佳代       |
| 第27回               | 2004年11月27日 | シェフ                     | 佐藤浩         |
| 第28回               | 2004年12月4日  | 盆栽職人                   | 野元大作       |
| 第29回               | 2004年12月11日 | 電飾プランナー             | 今村真紀子     |
| 第30回               | 2004年12月18日 | キュレーター               | 竹内奈美子     |
| 第31回               | 2004年12月25日 | マジシャン                 | KYOKO          |
| 第32回               | 2005年1月15日  | 絵本作家                   | あだちなみ     |
| 第33回               | 2005年1月22日  | ティーブレンダー           | 熊崎俊太郎     |
| 第34回               | 2005年1月29日  | シューズクリエーター       | 高山雅史       |
| 第35回               | 2005年2月5日   | 盲導犬の訓練士             | 福井良太       |
| 第36回               | 2005年2月12日  | CGクリエーター             | 小野修         |
| 第37回               | 2005年2月19日  | 自動車整備士               | 安藤賢         |
| 第38回               | 2005年2月26日  | ピッツァ職人               | 大西誠         |
| 第39回               | 2005年3月5日   | キャビンアテンダント       | 関田仁美       |
| 第40回               | 2005年3月12日  | 鍼灸師                     | 高橋美穂       |
| 第41回               | 2005年4月2日   | ロボット研究者             | 加賀美聡       |
| 第42回               | 2005年4月9日   | 声優                       | 野中藍         |
| 第43回               | 2005年4月16日  | イルカトレーナー           | 山ノ内祐子     |
| 第44回               | 2005年4月23日  | マンガ雑誌の編集者         | 袖崎友和       |
| 第45回               | 2005年4月30日  | 保育士                     | 溝口義朗       |
| こどもの日スペシャル | 2005年5月5日   | 美容師                     | 朝日光輝       |
| 第46回               | 2005年5月12日  | ダンスインストラクター     | 前田千代       |
| 第47回               | 2005年5月14日  | 漁業                       | 栗山義幸       |
| 第48回               | 2005年5月21日  | おもちゃ作家               | 小松和人       |
| 第49回               | 2005年5月28日  | 秘書                       | 江原かす美     |
| 第50回               | 2005年6月4日   | 林業                       | 森田洋平       |
| 第51回               | 2005年6月11日  | 理容師                     | 佐藤秀樹       |
| 第52回               | 2005年6月18日  | ジュエリークラフト         | 廣海貴晴       |
| 第53回               | 2005年6月25日  | アコーディオンプレーヤー   | かとうかなこ   |
| 第54回               | 2005年7月2日   | 学校栄養職員               | 船田友紀       |
| 第55回               | 2005年7月9日   | トリマー                   | 神宮和晃       |
| 第56回               | 2005年7月16日  | 自然解説員                 | 杉本幸子       |
| 夏休みスペシャル     | 2005年7月30日  | ライフセーバー             | 石井英一       |
| 第57回               | 2005年9月3日   | バスガイド                 | 高橋美貴       |
| 第58回               | 2005年9月10日  | 司書                       | 越路ひろの     |
| 第59回               | 2005年9月17日  | アクティブレンジャー       | 若田部久       |
| 第60回               | 2005年9月24日  | ピアノ調律師               | 花田拓郎       |
| 第61回               | 2005年10月1日  | ファイナンシャルプランナー | 竹下さくら     |
| 第62回               | 2005年10月8日  | パン職人                   | 松原裕吉       |
| 第63回               | 2005年10月15日 | 養鶏農家                   | 花田正一       |
| 第64回               | 2005年10月22日 | 落語家                     | 桂かい枝       |
| 第65回               | 2005年11月5日  | ドラマー                   | 波多江健       |
| 第66回               | 2005年11月12日 | 将棋の棋士                 | 片上大輔       |
| 第67回               | 2005年11月19日 | ファッション雑誌の編集者   | 加藤朋子       |
| 第68回               | 2005年11月26日 | 指揮者                     | 齊藤一郎       |
| 第69回               | 2005年12月3日  | 言語聴覚士                 | 原田有紀       |
| 第70回               | 2005年12月10日 | カーレーサー               | 井原慶子       |
| 第71回               | 2005年12月17日 | ミュージカル俳優           | 井上芳雄       |
| 第72回               | 2005年12月24日 | ファッションデザイナー     | 須崎恵美       |
| 第73回               | 2006年1月14日  | プロレスラー               | 小島聡         |
| 第74回               | 2006年1月21日  | 看護師                     | 荒武亜紀       |
| 第75回               | 2006年1月28日  | ホテルフロント             | 小川由香       |
| 第76回               | 2006年2月4日   | インテリアコーディネーター | 西沢聡美       |
| 第77回               | 2006年2月18日  | 和菓子職人                 | 小川一夫       |
| 第78回               | 2006年2月25日  | 特殊メイクアップアーチスト | 中田彰輝       |
| 第79回               | 2006年3月4日   | インダストリアルデザイナー | 塚本カナエ     |
| 第80回               | 2006年3月11日  | 救急救命士                 | 相内加寿美     |
| 第81回               | 2006年3月18日  | フラワーデザイナー         | 恒石小百合     |
| 第82回               | 2006年4月9日   | アナウンサー               | 高山哲哉       |
| 第83回               | 2006年4月23日  | フードライター             | 北條芽以       |
| 第84回               | 2006年5月7日   | ストッキングデザイナー     | 斉藤誠矢       |
| 第85回               | 2006年5月21日  | 国際協力師                 | 山本敏晴       |
| 第86回               | 2006年6月4日   | 環境コンサルタント         | 猪狩千恵       |
| 第87回               | 2006年6月18日  | ブックカフェの店主         | 山本晋         |
| 第88回               | 2006年7月2日   | ギタリスト                 | 村治奏一       |
| 第89回               | 2006年7月16日  | 野菜農家                   | 相原由紀子     |
| 第90回               | 2006年9月24日  | クレイアーティスト         | 工藤道絵       |
| 第91回               | 2006年10月8日  | ボイストレーナー           | 井上博友       |
| 第92回               | 2006年11月5日  | 警察官                     | 長谷川潤       |
| 第93回               | 2006年11月19日 | 航空整備士                 | 久保佳史       |
| 第94回               | 2006年12月3日  | 介護士                     | 玉井正隆       |
| 第95回               | 2006年12月17日 | サックスプレーヤー         | 矢野沙織       |
| 第96回               | 2007年1月14日  | スクールカウンセラー       | 稲本絵里       |
| 第97回               | 2007年1月28日  | 和傘職人                   | 間島円         |
| 第98回               | 2007年2月10日  | シンガーソングライター     | つじあやの     |
| 第99回               | 2007年2月18日  | シンガーソングライター     | 工藤慎太郎     |
| 第100回              | 2007年3月4日   | 翻訳家                     | 田内志文       |
| 第101回              | 2007年3月18日  | 書家                       | 國重友美       |
| 第102回              | 2007年4月1日   | 家具職人                   | 山極博史       |
| 第103回              | 2007年4月15日  | 漫才師                     | 博多華丸・大吉 |
| 第104回              | 2007年5月6日   | 食品の移動販売店           | 横塚拓也       |
| 第105回              | 2007年5月13日  | ゲームクリエーター         | 日野晃博       |
| 第106回              | 2007年5月20日  | 裁判官                     | 近藤和久       |
| 第107回              | 2007年6月3日   | 料理研究家                 | 濱田美里       |
| 第108回              | 2007年6月10日  | 環境問題の研究者           | 高橋潔         |
| 第109回              | 2007年6月17日  | 作曲家                     | 佐藤直紀       |
| 第110回              | 2007年7月1日   | 紙工作作家                 | ごとうけい     |
| 第111回              | 2007年7月8日   | 航海士                     | 小徳義之       |
| 第112回              | 2007年9月2日   | テーラー                   | 有田一成       |
| 第113回              | 2007年9月9日   | 大工                       | 加藤修         |
| 第114回              | 2007年9月16日  | 助産師                     | 渡邉真弓       |
| 第115回              | 2007年10月7日  | 切り絵作家                 | 福井利佐       |
| 第116回              | 2007年10月14日 | 表具師                     | 九嶋潤         |
| 第117回              | 2007年11月11日 | ヴァイオリン奏者           | 大宮臨太郎     |
| 第118回              | 2007年11月18日 | プロ野球の審判員           | 原信一朗       |
| 第119回              | 2007年12月2日  | 歌手、ミュージカル女優     | 知念里奈       |
| 第120回              | 2007年12月16日 | 古着店                     | 田崎純         |
| 第121回              | 2008年1月13日  | おもちゃの開発者           | 高橋晋平       |
| 第122回              | 2008年1月27日  | プロ野球選手               | 黒木知宏       |
| 第123回              | 2008年2月3日   | ダンサー                   | 森山開次       |
| 第124回              | 2008年2月17日  | 映像人類学者               | 分藤大翼       |
| 第125回              | 2008年3月2日   | 俳優                       | 宇梶剛士       |
| 第126回              | 2008年3月16日  | ものまねタレント           | コージー冨田   |
| 第127回              | 2008年4月20日  | パティシエ                 | 柿沢安耶       |
| 第128回              | 2008年5月11日  | ブックディレクター         | 幅允孝         |
| 第129回              | 2008年5月25日  | 画家                       | 山口晃         |
| 第130回              | 2008年6月8日   | スポーツトレーナー         | 野口陽司       |
| 第131回              | 2008年7月6日   | 江戸切子職人               | 小川郁子       |
| 第132回              | 2008年7月20日  | 水中カメラマン             | 尾崎たまき     |
| 第133回              | 2008年9月14日  | 航空管制官                 | 郷のどか       |
| 第134回              | 2008年9月28日  | 学芸員                     | 茶珍護         |
| 第135回              | 2008年11月16日 | お笑いタレント             | TKO            |
| 第136回              | 2008年12月14日 | 新幹線運転士               | 杉山進         |
| 第137回              | 2009年1月18日  | 声優                       | 古谷徹         |
| 第138回              | 2009年2月8日   | 水道局職員                 | 和泉綱樹       |
| 第139回              | 2009年2月22日  | 商品開発                   | 松延 玄        |
| 第140回(最終回)      | 2009年3月15日  | 知事                       | 東国原英夫     |

お悩み相談（2006/4〜2009/3）
ネット連動コーナー。番組サイトにある「掲示板」などで、リスナーからの悩み相談を受け付け、それに対して全国のリスナーたちが意見をぶつけ合う。ネットだけでなく、ファックスや「てっちぃフォン」と呼ばれる携帯電話（留守番電話に録音）、手紙でも、悩みのエントリーやレスが可能だった。
とあ〜る探偵事務所（2006年〜2007年）
番組サイト内のアンケートや街頭インタビューで意見を集め、ランキング形式で紹介する10代の世論調査コーナー。毎回、探偵事務所のある街を舞台にしたラジオドラマ仕立てで結果報告が行われた。主人公の探偵は無口という設定で、取り巻きの人物のセリフのみでストーリーが進んだ。
ラジオde告メール（2006/4〜2009/3）
リスナーから寄せられたラブレター（告白メール）をMCが代読するコーナー。ラブレターは公式サイトから投稿し、あとは想いを寄せる相手に「日曜の夜にNHKラジオを聴いて」と伝えられた。
My Radio museum
きらリスナーが日ごろ使っているラジオを撮影して送ってもらうという企画。個性的なラジオは、番組HPで公開されている。
クイズ オンリーワン（2008/4〜2008/8）
きらリスナーが電話で参加するクイズコーナー。出題後にてっちぃ、はまじゅん、ヒントマン（番組スタッフ）の3人がそれぞれ用意したヒントから1つを選び解答する。正解すると、はまじゅんから何かが届いた。
お笑いラジオ道場（2008/4〜2008/8）
お笑い芸人を目指す10代が電話でネタを披露し、どちらが面白かったかをネット投票で決めるコーナー。3週勝ち抜くと「笑達（わらたつ）」の称号が与えられた。
タイトルコールさんいらっしゃい（2006〜2008/3）
番組冒頭にきらリスナーが電話で登場し、MCと一緒に番組のタイトルコールを行っていた。
きらリスナー120万人への道(2006/9〜2007/3）
10代へのラジオ普及をもくろんだプロジェクト。120万人の由来は、当時の日本の10代人口が約1200万人であり、まずはその1割に番組を知ってもらうという数値目標。
「1分PR甲子園」 … リスナーに番組のPRを60秒で作成してもらうラジオCMコンテスト。
「PR大作戦」 … MCとスタッフが全国を行脚して、各地のリスナーとともに番組宣伝活動を行う企画。半年掛かりで全都道府県に赴きPRを実施し、幕を閉じた。
きらリスナー120万人への道 アゲイン（2008/1〜2008/3）
きらリスナーが全く来なかった県、はまじゅんが急病で行けなかった県を再び訪れる企画。基本的には、前年度（前述）と同じ内容。
受験生応援企画（2006/12〜2007/2、2007/12〜2008/2、2008/11〜2009/2）
2006年度は、ストレス発散を目的に、受験生が電話口でうっぷんを吐き出す「ストレスバッティングセンター」を開設。志望校を書いたメールを太宰府天満宮に奉納する合格祈願スペシャルも放送された。
2007年度は、MCのてっちぃが受験生、はまじゅんが母親を演じ、簡単にできる「夜食」を寸劇で紹介。番組オリジナルのお守り画像（MCふたりと合格祈願の絵馬）が登場。無料でダウンロードできた。
2008年度は、受験にちなんだ縁起の良い場所として知られる紀州鉄道の学門駅をてっちぃが訪ねる合格祈願の旅で幕開け。受験会場に持っていく弁当を想定した「合格弁当を作ろう」企画では、ごはん編、おかず編、デザート編などの部門でリスナーからレシピを募集。昨年度に引き続き、お守り代わりの「携帯待ち受け画面」も配信された。
いきなりゴロー
英国人のゴローが、新しい語呂合わせをきらリスナーから募集する投稿コーナー。
日本史編（2007/9〜11）、世界史編（2007/12〜2008/2）、理数編（2008/2〜2008/3）を放送。最終回（2008年3月30日）ではどんな教科でもOKだった。ゴローは「秋ごろに戻ってくる」と言ってNHKを去り、しばらく音信不通だったが、2009年3月22日に一夜限りの復活を果たした。
きらり○○度チェック（2007/4〜2008/3）
与えられた項目にこたえ、リスナーの性格診断をするコーナー。
○○きらリスナー方言研究所（2007/4）
全国各地の方言を送ってもらう。掲示板の書き込みからできたコーナー。
看板レコーズ（2006/4〜2008/3）
毎月変わるテーマに沿ったリクエストコーナー。リスナーの曲にまつわるエピソードも紹介。前任の鎌田正幸アナやベテランの松本克嗣アナがタイトルコールを担っていた。
番組内に3〜5回あり、J-POP中心。毎週最後の回は「店長のお薦め」と銘打ち、60〜70年代の洋楽が流れる“大人の選曲”だった。
こちらきらり学園ラジオ部（2007/4〜2008/3）
MCのてっちぃとはまじゅんが演じる学園ドラマ。ラジオを様々な角度から見つめるという新企画。過去の放送は、HPのラジオ部日誌をクリックして、ストリーミングでチェックできる。
第1回…桜前線は中波（AM）に乗って
第2回…見えない電波を見てみよう
第3回…日本最大のラジオ放送所（菖蒲久喜ラジオ放送所）を見に行く
第4回…秋葉原でトランスミッターをゲットせよ!
第5回…ラジオ番組ってどうやってつくるの?（『SCHOOL OF LOCK!』とコラボ）
第6回…あなたの学校の放送部は?（愛知県・吉良中学校の「生徒会アワー」）
第7回…ベリカードって何?（ラジオ誌編集部訪問）
最終回…みんなで校内放送を作ろう
きらリスナー登録
若年層のラジオ離れが叫ばれるなか、どれくらいの10代リスナーがいるのかを把握する調査企画。リスナー登録すると、会員番号が入った“会員証”はがきや特製年賀状などが届く特典があった。2007年度には、公式サイトにアバターを利用したリスナー登録が存在していた。
ミニミニきらり10代!（2007/10〜12）
放送日（日曜日）以外の毎日、1分ずつインターネット（ストリーミング）で更新していくコーナー。1分間「都道府県」のことを語り合ったり、きらり10代！のスタッフ（ディレクターなど）を紹介したりなど、てっちぃとはまじゅんの雑談が流れた。2007年12月24日のスペシャル動画をもって終了。
エンドロール（2006/4〜2008/3）
エンディングでその日に参加したきらリスナーの名前が読み上げられていた。「せめて名前だけでも」という趣旨であったが、番組の知名度が上がるに連れてリスナーが増え、時間内に全員を紹介できなかったり、名前の重複や欠落もあった。